# Alimentation chez les Algonquins
Cet article traite de différents aspects de l'alimentation chez les Algonquins.

## Période préhistorique
Autour de l’an – 7000, les premières traces de petits groupes de chasseurs nomades algonquins apparaissent au Québec. Ils poursuivent les troupeaux de caribous vers le nord du Québec, en Abitibi-Témiscamingue. Vers l’an 950 de notre ère, dû à l’augmentation de la population algonquine mais également par le repoussement des Iroquois du sud, ils se sédentarisent autour du lac Témiscamingue et du lac Abitibi. Les ressources alimentaires provenant de pêche, de chasse et de cueillette sont abondantes. Ils cueillent des petits fruits sauvages et certaines plantes qui leur servent de remèdes.

## Aliments de base algonquine
Avant l’arrivée des Européens en 1534, les autochtones du nord chassent, trappent et pêchent. Ils consomment majoritairement le gibier dont l’orignal, l’ours noir, le caribou, le castor, la perdrix et le canard. Ils trappent le rat musqué, le castor et le lièvre. La recherche de nourriture est l’un des emplois du temps le plus important chez les Algonquins. Les hommes partent à la chasse en forêt parfois pendant plusieurs jours consécutifs pour ramener du gibier qui nourrit leur famille. Les Algonquins étaient à l’époque situés autour du lac Abitibi en Abitibi-Témiscamingue. Ils sont des grands consommateurs de poisson, dont l’esturgeon jaune. Ils cueillent les fruits sauvages comme les framboises, les fraises et les bleuets. À l’occasion, ils cuisinent même de la marmotte. Un autre aliment de base est le maïs. Bien que cette plante ne se cultive pas sur leur territoire, ils en obtiennent en troquant leurs fourrures et leurs viandes séchées avec les Hurons du sud de l’Ontario. En broyant les grains de maïs séché entre deux pierres, on obtient la farine de maïs. On fabrique avec celle-ci un pain appelé bannique en français ou bannock en anglais. Pour la cuisson, la pâte de maïs est soit enroulée sur une branche au-dessus du feu, soit déposée dans le sable chaud recouvert de braises. 

## L’opportunisme
Le cycle des saisons avait une influence majeure sur l’alimentation et le mode de vie des Algonquins. Puisqu’ils étaient un peuple nomade composés de chasseurs-cueilleurs, ils devaient se déplacer en fonction de la disponibilité des ressources alimentaires et selon les saisons. Pendant la période estivale (mai à août), les ressources sont nombreuses et variées. La pêche et la cueillette étant abondantes, ils festoient souvent et vivent en groupes près des cours d’eau. Ils profitent des périodes où le gibier, le poisson et les fruits sont présents pour accumuler et sécher la nourriture pour les temps plus difficiles. Les ressources alimentaires étant peu nombreuses en saison hivernale (septembre à avril), ils quittent leur lieu de rassemblement et se déplacent vers leur territoire de chasse par petits groupes, pour assurer leur survie. Pêcher sous la glace est peu facile, car la glace peut atteindre un mètre d’épaisseur. Pour résister aux long mois d’hiver rigoureux, ils chassent l’orignal et consomment les provisions préalablement séchées lors des mois d’été.

## Les six saisons
Contrairement au calendrier que l’on connait, le calendrier des Algonquins a longtemps été divisé en six saisons. Ils tenaient pour compte les nombreux changements de la nature boréale. La quantité de neige, la croute en surface, la fonte de la glace sur les lacs et rivières, l’apparition de certains fruits, le passage des oiseaux migrateurs et l’épaisseur de la fourrure sur les animaux n’en sont que quelques-unes qui indiquent les signes du changement de saison. La connaissance de ces périodes était importante pour bénéficier pleinement de la nourriture disponible.
| Saisons          | Nom algonquin | Mois                 |
| ---------------- | ------------- | -------------------- |
| 1. Pré-Printemps | Sikwan        | Mars et avril        |
| 2. Printemps     | Minokamin     | Mai et juin          |
| 3. Été           | Nippin        | Juillet et août      |
| 4. Automne       | Takwakan      | Septembre et octobre |
| 5. Pré-hiver     | Pitcipipon    | Novembre et décembre |
| 6. Hiver         | Pipon         | Janvier et février   |

## Croyances reliées à la nourriture
Le respect des animaux a une importance majeure dans la vie des Algonquins. Ils croient que les animaux sont ce qu’ils mangent et qu’ils obtiennent, en les consommant, les caractéristiques de ceux-ci. Il est donc mal vu de faire souffrir un animal lors de sa mise à mort. Il est au contraire respecté et remercié. Les Abitiwinnik estiment que tous les êtres vivants ont une âme et qu’ils font partie d’une même famille. Toutes les parties de l’animal sont utilisées, rien n’est gaspillé : la viande, les os, les tendons, les griffes, la peau et les poils. Il existe une autre croyance chez les Algonquins, faire un festin pendant une période de pénurie alimentaire avait pour effet de ramener la chance dans le camp des chasseurs. 